# Transformers: Dark of the Moon
Transformers: Dark of the Moon is een Amerikaanse actiefilm uit 2011, geregisseerd door Michael Bay. De film is uitgekomen op 1 juli 2011 en kon in de bioscoop worden gezien in 2D, 3D en IMAX 3D. 
Het is de derde live-action-film gebaseerd op de Transformers-franchise.
Acteurs Shia LaBeouf, Josh Duhamel, Tyrese Gibson en John Turturro spelen ook in deze film weer mee. Tevens doet Peter Cullen wederom de stem van Optimus Prime. Megan Fox keert niet terug in dit deel.

## Verhaal
De film begint in 1961, wanneer een ruimteschip van de planeet Cybertron, de Ark genaamd, neerstort op de achterkant van de maan. Deze Ark bevat een uitvinding die de oorlog tussen de Decepticons en de Autobots voorgoed kan beëindigen. De Ark wordt opgemerkt door NASA, waarna president John F. Kennedy het bevel geeft een missie naar de maan te organiseren om de zaak te onderzoeken. In 1969 landt Apollo 11 op de maan en onderzoekt de bemanning het schip.
In het heden helpen de Autobots de Amerikaanse overheid wereldwijd conflicten te voorkomen. Tijdens een missie naar Tsjernobyl, waar volgens geruchten buitenaardse technologie zou liggen, vindt Optimus Prime een brandstofcel van de Ark. Na informatie te hebben ingewonnen over de maanmissie, gaan de Autobots naar de maan om de Ark te zoeken. Aan boord vinden ze een bewusteloze Sentinel Prime, een voormalige Autobotleider. Tevens vinden ze zijn uitvinding: pilaren waarmee een ruimtebrug kan worden gecreëerd waarover materie over grote afstanden kan worden geteleporteerd. Optimus en Ratchet nemen Sentinel Prime mee naar de aarde om hem vervolgens te doen ontwaken.
Ondertussen is Sam Witwicky gefrustreerd over het feit dat hij niet met de Autobots kan samenwerken en geen baan kan vinden. Ook is hij jaloers op het feit dat zijn nieuwe vriendin, Carly Spencer, het wel heel goed kan vinden met haar baas, Dylan Gould. Sam ontdekt dat Decepticons nog altijd actief zijn op aarde; ze vermoorden mensen die connecties hadden met de Amerikaanse en Russische ruimtevaartmissies naar de Ark. Samen met de nu gepensioneerde Seymour Simmons bezoekt Sam twee kosmonauten, die hen foto’s tonen van de missies naar de Ark. Uit de foto’s blijkt dat de Decepticons de Ark reeds geplunderd hebben en een groot aantal van de pilaren hebben gestolen. Ze hebben de laatste vijf pilaren en Sentinel Prime bewust achtergelaten om de Autobots in een hinderlaag te lokken. Sam waarschuwt de Autobots, maar het blijkt al te laat; Sentinel maakt bekend een deal met de Decepticons te hebben gemaakt en doodt vervolgens ook Ironhide.
Sentinel activeert de pilaren en brengt zo honderden verborgen Decepticons naar de maan en de aarde. Carly wordt gevangen door Gould, die ook voor de Decepticons blijkt te werken. De Autobots worden door de Decepticons van de aarde verbannen en in een schip van de aarde weggestuurd. Dit schip wordt kort na vertrek vernietigd door Starscream, waarbij de Autobots schijnbaar omkomen. De Decepticons nemen Chicago in. Gould maakt aan Carly bekend dat de Decepticons met de pilaren de hele planeet Cybertron naar het aardse melkwegstelsel willen halen, en vervolgens de mensen als slaven willen gebruiken om hun planeet te herbouwen.
De Autobots blijken hun dood slechts in scène te hebben gezet en keren terug voor een tegenaanval samen met het Amerikaanse leger. Verschillende Decepticons, waaronder Starscream, worden vernietigd en de ruimtebrug onklaar gemaakt. Sam doodt Gould door hem tegen een pilaar te gooien, waardoor hij wordt geëlektrocuteerd. De pilaren worden allemaal vernietigd, waardoor Cybertron (die al deels getransporteerd was) ook vernietigd wordt. Megatron en Sentinel worden eveneens beide verslagen.
De Decepticons zijn verslagen, maar voor de Autobots is hun laatste kans Cybertron nog terug te zien verkeken. De Aarde is nu definitief hun nieuwe thuis.

## Rolverdeling

### Acteurs
- Shia LaBeouf als Sam Witwicky
- Josh Duhamel als U.S. Army Luitenant-Kolonel William Lennox
- John Turturro als Seymour Simmons
- Tyrese Gibson als USAF Chief Robert Epps
- Rosie Huntington-Whiteley als Carly Spencer
- Patrick Dempsey als Dylan Gould
- Kevin Dunn als Ron Witwicky
- Julie White als Judy Witwicky
- John Malkovich als Bruce Brazos
- Frances McDormand als Charlotte Mearing
- Lester Speight als Hardcore Eddie
- Alan Tudyk als Dutch
- Ken Jeong als Jerry Wang
- Glenn Morshower als Generaal Morshower
- Buzz Aldrin als zichzelf

### Stemmen
- Peter Cullen als Optimus Prime
- Leonard Nimoy als Sentinel Prime
- Hugo Weaving als Megatron
- Tom Kenny als Wheelie
- Reno Wilson als Brains
- Charlie Adler als Starscream
- Jess Harnell als Ironhide
- Robert Foxworth als Ratchet
- Frank Welker als Shockwave & Soundwave
- James Remar als Sideswipe
- Francesco Quinn als Dino/Mirage
- George Coe als Que/Wheeljack
- John DiMaggio als Leadfoot
- Ron Bottitta als Amp/Roadbuster
- Keith Szarabajka als Laserbeak
- Greg Berg als Igor

## Achtergrond

### Productie
Op 1 oktober 2009 werd bekend dat Transformers: Dark of the Moon in voorproductie was gegaan. In maart 2010 meldde acteur Josh Duhamel dat het script af was.
De vooropnames begonnen op 7 april 2010, en de officiële opnames op 18 mei 2010. De film is opgenomen op diverse locaties binnen en buiten de Verenigde Staten, waaronder Indiana, Chicago, Afrika en China. De dag voordat de opnames werden afgerond raakte een figurant ernstig gewond op de set. Een ijzeren kabel die aan haar auto was bevestigd raakte los en de kabel ging door het dak van de auto en raakte ook de figurante die erin zat. De kabel zou door haar schedel zijn gegaan. De vrouw werd in kritieke toestand naar het ziekenhuis gebracht. Ze hield er een verlamming aan over en haar familie klaagde de makers van de film aan. De opnames werden onmiddellijk stilgelegd.
Net als bij de eerste Transformers-film, gebruikte Bay in Transformers: Dark of the Moon gerecyclede scènes uit The Island. De film kostte in totaal $195 miljoen om te maken, waarvan $30 miljoen vanwege het gebruik van 3D.

### Muziek
De soundtrack van de film werd op 14 juni 2011 uitgebracht. Linkin Parks nummerIridescent, afkomstig van het vierde studioalbum A Thousand Suns, werd licht geremixt en werd in de "Transformers Mix" als leadsingle uitgebracht. Paramores Monster was de tweede single van het soundtrackalbum Transformers: Dark of the Moon - The Album. De scoremuziek van de film is gecomponeerd door Steve Jablonsky en staat op Transformers: Dark of the Moon - The Score.

### Uitgave en ontvangst
Transformers: Dark of the Moon ging in première op het Internationaal filmfestival van Moskou op 23 juni 2011.
De film kreeg vooral negatieve tot gemengde reacties van critici. De 3D-effecten werden doorgaans geprezen, maar het acteerwerk en verhaal afgekraakt. Op Rotten Tomatoes scoort de film 37% aan goede beoordelingen. Roger Ebert gaf de film in zijn review 1 uit vier sterren. Hij noemde de film ‘visueel lelijk en met een zwak plot’.
In financieel opzicht was de film wel succesvol. Op 17 juli 2011 had de film wereldwijd reeds $762,3 miljoen opgebracht. In het premièreweekend bracht de film wereldwijd $382,4 op; een record voor een film van Paramount/DreamWorks. Inmiddels heeft de film al meer dan een miljard opgebracht en is het Paramounts meest succesvolle film tot nu toe.

### Achter de schermen
De actrice Megan Fox, die in twee films de rol van Mikaela vertolkte, verscheen niet meer in de derde film van Transformers. Ze was ontslagen door Bay en Spielberg door een ongepaste opmerking. Fox moest vertrekken omdat ze Bay had vergeleken met Hitler, vertelt de regisseur aan de Britse krant The Daily Mail. Fox vertelde in het interview dat Bay sociaal gestoord was en dat hij op de set tekeer ging als Hitler. Transformers-producent Spielberg, van joodse komaf, was woedend om die vergelijking. Hij gaf regisseur Michael Bay opdracht om haar te ontslaan en te vervangen door het Britse model Rosie Huntington-Whiteley.

## Vervolg
In februari 2012 werd bevestigd dat Michael Bay een vierde deel zou regisseren, Transformers: Age of Extinction. Zoals ook in de laatste twee films het geval was, zou het script worden geschreven door Ehren Kruger. Shia LaBeoufs personage zou deze keer niet  terugkeren. De Dinobots keerden wel terug.